# Cangkoak
Cangkoak is een bestuurslaag in het regentschap Cirebon van de provincie West-Java, Indonesië. Cangkoak telt 6534 inwoners (volkstelling 2010).